# 若夫捷 (巴拉尼夫卡區)
50°24′16″N 27°49′18″E / 50.40444°N 27.82167°E
若夫捷（烏克蘭語：Жовте），是烏克蘭北部的村莊，隸屬日托米爾州的茲維亞赫爾區。該村始建於1862年，面積2.93平方公里，海拔高度227米，2001年人口124，人口密度每平方公里42.29人。